# 1963-as Formula–1 dél-afrikai nagydíj
Az 1963-as Formula–1-es világbajnokság tizedik futama a dél-afrikai nagydíj volt.

## Futam
A szezonzáró dél-afrikai nagydíj időmérőjén Clarké lett az első rajtkocka, mögötte a két Brabham végzett Brabham-Gurney sorrendben. A rajtnál Brabham állt az élre, de Clarknak és a negyedik helyről induló Surteesnek köszönhetően gyorsan visszaesett a harmadik pozícióba. Trevor Taylor jó rajtot kapott el, aki a negyedik helyre ért fel. A britet Gurney és Brabham követte. A két Brabham hamar megelőzte a Lotust, ezután pedig Surteesen próbáltak túllépni. Ekkor Clark már hét másodperccel vezetett. Jack Brabham ezután hátracsúszott, miután motorja elvesztette erejét. Az ausztrált Surtees és Hill is megelőzte. (Taylor korábban megcsúszott, és visszaesett a mezőny végére.) Surtees a 44. körben motorhiba miatt kiállni kényszerült, így Hill harmadik lett. Ginther lett volna a negyedik, de a váltó meghibásodása miatt neki is fel kellett adnia a versenyt. Brabham a futam vége felé, a 71. körben megcsúszott, és már nem tudott visszakapcsolódni a küzdelembe. Mindezek következtében Bruce McLaren végzett a negyedik helyen a Cooper-Climaxszal. Bandini ötödik, Jo Bonnier pedig hatodik lett, két kör hátrányban.
A pilóták bajnokságát hatalmas fölénnyel Jim Clark nyerte meg Graham Hill és Richie Ginther előtt, míg a konstruktőrök között csapata, a Team Lotus végzett az első helyen, megelőzve a BRM-et és a Brabhamet.
| Helyezés | #  | Versenyző               | Csapat/Motor    | Futott körök | Idő/Kiesés oka           | Rajthely | Pontszám |
| -------- | -- | ----------------------- | --------------- | ------------ | ------------------------ | -------- | -------- |
| 1        | 1  | Jim Clark               | Lotus-Climax    | 85           | 2:10:36.9                | 1        | 9        |
| 2        | 9  | Dan Gurney              | Brabham-Climax  | 85           | + 1:06.8                 | 3        | 6        |
| 3        | 5  | Graham Hill             | BRM             | 84           | + 1 Kör                  | 6        | 4        |
| 4        | 10 | Bruce McLaren           | Cooper-Climax   | 84           | + 1 Kör                  | 9        | 3        |
| 5        | 4  | Lorenzo Bandini         | Ferrari         | 84           | + 1 Kör                  | 5        | 2        |
| 6        | 12 | Jo Bonnier              | Cooper-Climax   | 83           | + 2 Kör                  | 11       | 1        |
| 7        | 11 | Tony Maggs              | Cooper-Climax   | 82           | + 3 Kör                  | 10       |          |
| 8        | 2  | Trevor Taylor           | Lotus-Climax    | 81           | + 4 Kör                  | 8        |          |
| 9        | 9  | John Love               | Cooper-Climax   | 80           | + 5 Kör                  | 13       |          |
| 10       | 14 | Carel Godin de Beaufort | Porsche         | 79           | + 6 Kör                  | 20       |          |
| 11       | 16 | Doug Serrurier          | LDS-Alfa Romeo  | 78           | + 7 Kör                  | 18       |          |
| 12       | 23 | Trevor Blokdyk          | Cooper-Maserati | 77           | + 8 Kör                  | 19       |          |
| 13       | 8  | Jack Brabham            | Brabham-Climax  | 70           | Baleset                  | 2        |          |
| 14       | 21 | Brausch Niemann         | Lotus-Ford      | 66           | + 19 Kör                 | 15       |          |
| Kiesett  | 18 | Peter de Klerk          | Alfa Romeo      | 53           | Váltó                    | 16       |          |
| Kiesett  | 22 | David Prophet           | Brabham-Climax  | 49           | Olajnyomás               | 14       |          |
| Kiesett  | 3  | John Surtees            | Ferrari         | 43           | Motorhiba                | 4        |          |
| Kiesett  | 6  | Richie Ginther          | BRM             | 43           | Féltengely               | 7        |          |
| Kiesett  | 7  | Ernie Pieterse          | Lotus-Climax    | 3            | Motorhiba                | 12       |          |
| Kiesett  | 20 | Sam Tingle              | LDS-Alfa Romeo  | 2            | Féltengely               | 17       |          |
| NI       | 15 | Paddy Driver            | Lotus-BRM       |              | Baleset gyakorlás közben |          |          |
| Vi       | 17 | Neville Lederle         | Lotus-Climax    |              | Vezetői sérülés          |          |          |
| Vi       |    | Mike Hailwood           | Lola-Climax     |              |                          |          |          |

## A világbajnokság végeredménye
| H   | Versenyzők      | Pont    | H   | Konstruktőrök  | Pont    |
| --- | --------------- | ------- | --- | -------------- | ------- |
| 1.  | Jim Clark       | 54 (73) | 1.  | Lotus-Climax   | 54 (74) |
| 2.  | Graham Hill     | 29      | 2.  | BRM            | 36 (45) |
| 3.  | Richie Ginther  | 29 (34) | 3.  | Brabham-Climax | 28 (30) |
| 4.  | John Surtees    | 22      | 4.  | Ferrari        | 26      |
| 5.  | Dan Gurney      | 19      | 5.  | Cooper-Climax  | 25 (26) |
| 6.  | Bruce McLaren   | 17      | 6.  | BRP-BRM        | 6       |
| 7.  | Jack Brabham    | 14      | 7.  | Porsche        | 5       |
| 8.  | Tony Maggs      | 9       | 8.  | Lotus-BRM      | 4       |
| 9.  | Innes Ireland   | 6       | 9.  | Lola-Climax    | 0       |
| 10. | Lorenzo Bandini | 6       | 10. | Stebro-Ford    | 0       |

A teljes lista)

### Statisztikák
Vezető helyen: Jim Clark 85 (1-85)
- Jim Clark 10. győzelme, 13. pole pozíció , 13. leggyorsabb köre, 6. mesterhármasa (pp, lk, gy)
- Lotus 15. győzelme.